# The God of Abraham Praise

The God of Abraham Praise est un hymne religieux par Thomas Olivers. Il était basé sur l'hymne juif Yigdal en 1770,.